# Singra
Singra es una localidad y municipio español perteneciente a la Comarca del Jiloca, al noroeste de la provincia de Teruel, comunidad autónoma de Aragón. Tiene un área de 36,72 km² con una población de 80 habitantes (INE 2022) y una densidad de 2,17 hab/km². Su código postal es 44382.

## Geografía
Integrado en la comarca del Jiloca, se sitúa a 43 kilómetros de la capital provincial. El término municipal está atravesado por la Autovía Mudéjar (A-23) y por la carretera N-234. El relieve del municipio está definido por la planicie que separa la sierra de Palomera, perteneciente al Sistema Ibérico, de la depresión del río Jiloca. La altitud oscila entre los 1250 m en la sierra y los 960 m a orillas del río. El pueblo se alza a 1047 m sobre el nivel del mar. 
| Noroeste: Villafranca del Campo | Norte: Villafranca del Campo y Bueña | Noreste: Bueña         |
| Oeste: Alba                     |                                      | Este: Bueña y Aguatón  |
| Suroeste: Alba                  | Sur: Torrelacárcel                   | Sureste: Torrelacárcel |

## Historia
La primera donación se la debemos a Alfonso I en 1128 junto con Torrelacárcel. Poco después amplía la donación que luego confirmara Alfonso II ya en el año de 1182. El receptor era en estos casos la abadía de Montearagón (Huesca). En 1248, por privilegio de Jaime I, este lugar se desliga de la dependencia de Daroca, pasando a formar parte de Sesma del Río Jiloca, en la Comunidad de Aldeas de Daroca, que dependían directamente del rey. Perduró este régimen administrativo hasta la muerte de Fernando VII en 1833, siendo disuelta ya en 1838.
Durante la guerra civil española, tuvieron lugar unos durísimos combates, cuando las tropas republicanas intentaron tomar las vecinas posiciones de Los Cabezos, para impedir a las tropas sublevadas la reconquista de la capital, inicialmente perdida en la Batalla de Teruel. Los días entre el 25 y el 29 de enero de 1938, se libraban unos combates, previos a la conocida Batalla de Alfambra. Consecuencia de estos combates, existe una fosa común en el cementerio de la localidad, en la que se han llevado a cabo diversas actuaciones memorialistas pasadas y futuras. Se celebran anualmente unas jornadas de recreación histórica. Los vestigios del combate son visibles y accesibles en el paraje de Los Cabezos, dos montículos donde se hallan los restos de varias trincheras y refugios.

## Demografía
Singra cuenta con una población de 75 habitantes (INE 2024).
| Gráfica de evolución demográfica de Singra entre 1842 y 2021                                                        |
| |
| Población de derecho según los censos de población del INE Población de hecho según los censos de población del INE |

## Administración y política
| Período             | Alcalde                                       | Partido |  |
| ------------------- | --------------------------------------------- | ------- |  |
| 1979-1980 1980-1983 | Manuel Martín Domingo José Luis Gómez Guillén | Ind.    |  |
| 1979-1980 1980-1983 | Manuel Martín Domingo José Luis Gómez Guillén | Ind.    |  |
| 1983-1987           |                                               |         |  |
| 1987-1991           |                                               |         |  |
| 1991-1995           |                                               |         |  |
| 1995-1999           |                                               |         |  |
| 1999-2003           |                                               |         |  |
| 2003-2007           |                                               |         |  |
| 2007-2011           |                                               |         |  |
| 2011-2015           | Manuel Martín Andrés                          | PSOE    |  |

| Partido político    | Partido político                                   | 2003   | 2007   | 2011   | 2015   |
| Partido político    | Partido político                                   | Ediles | Ediles | Ediles | Ediles |
|                     | Partido de los Socialistas de Aragón (PSOE-Aragón) | 1      | 1      | 2      | 2      |
|                     | Partido Popular de Aragón (PP)                     | —      | —      | 1      | 1      |
|                     | Partido Aragonés (PAR)                             | —      | —      | —      | —      |
|                     | Chunta Aragonesista (CHA)                          | —      | —      | —      | —      |
| Total de concejales | Total de concejales                                | 1      | 1      | 3      | 3      |

## Patrimonio

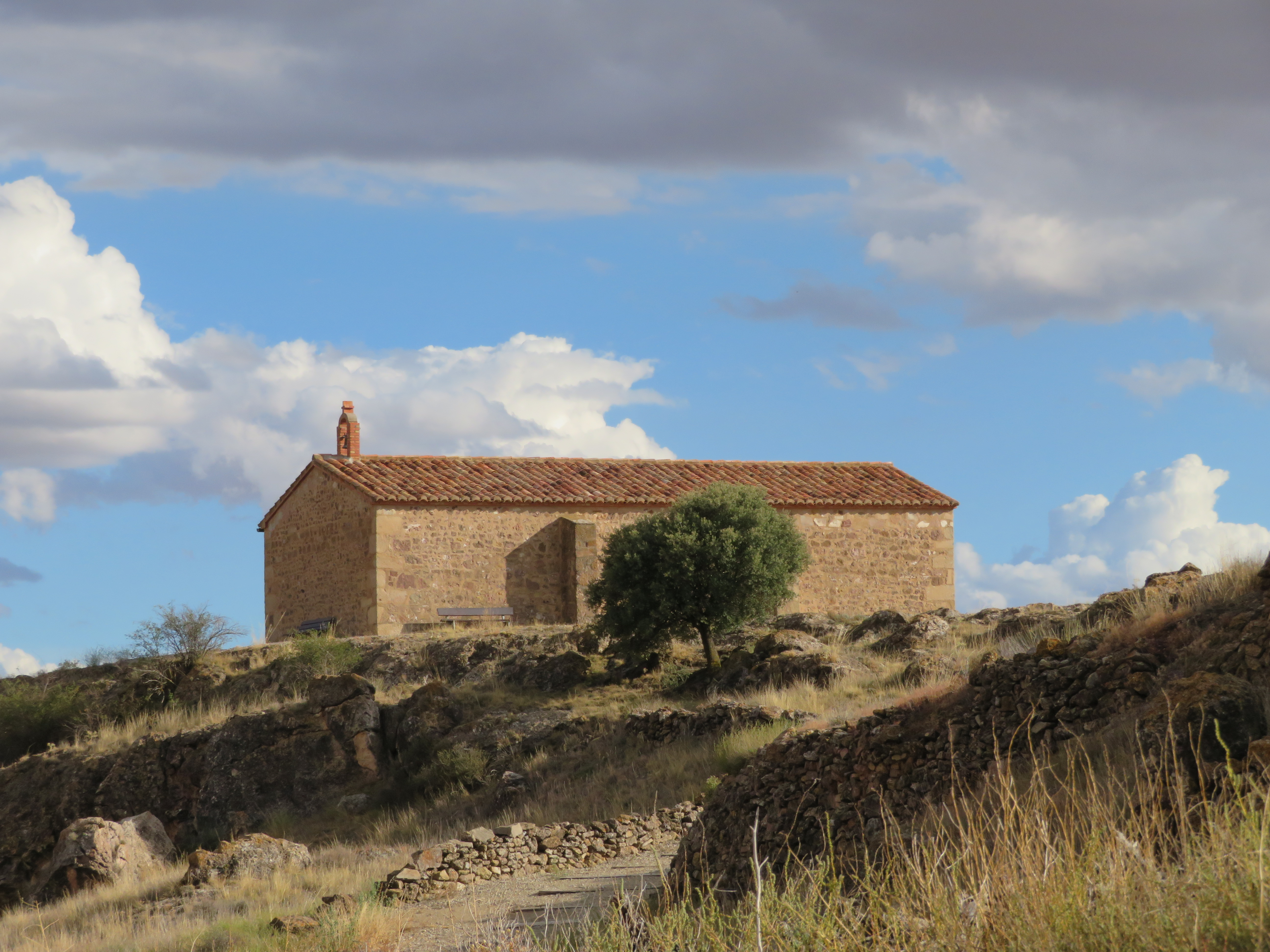
Ermita de Santa Bárbara

- SingraTorre campanario de Singra.Ermita de Santa BárbaraIglesia parroquial de La Purificación, barroca, siglo XVII.
- Ermita de San Roque.
- Ermita de Santa Bárbara.
- Sierra Palomera.

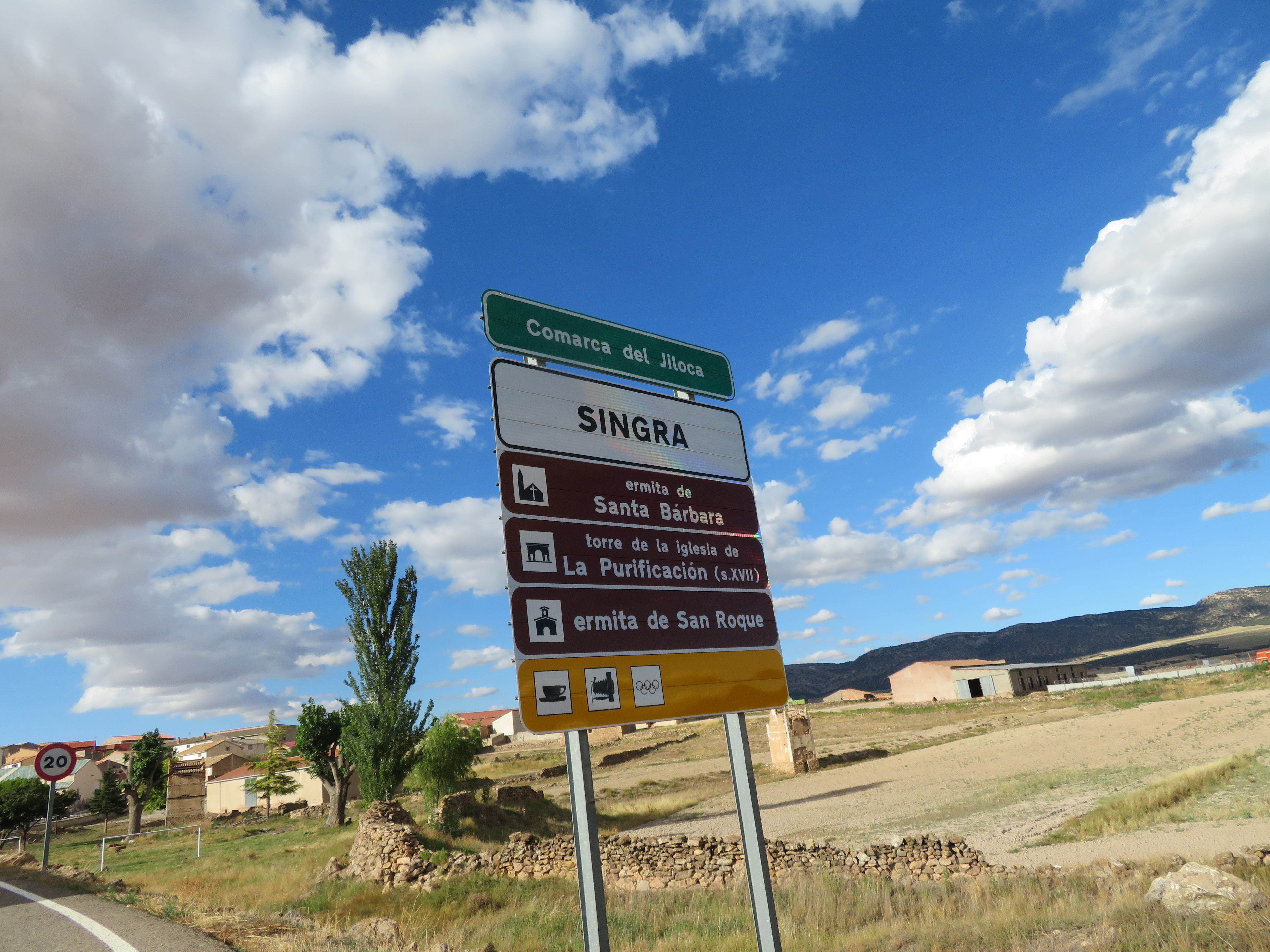
Singra

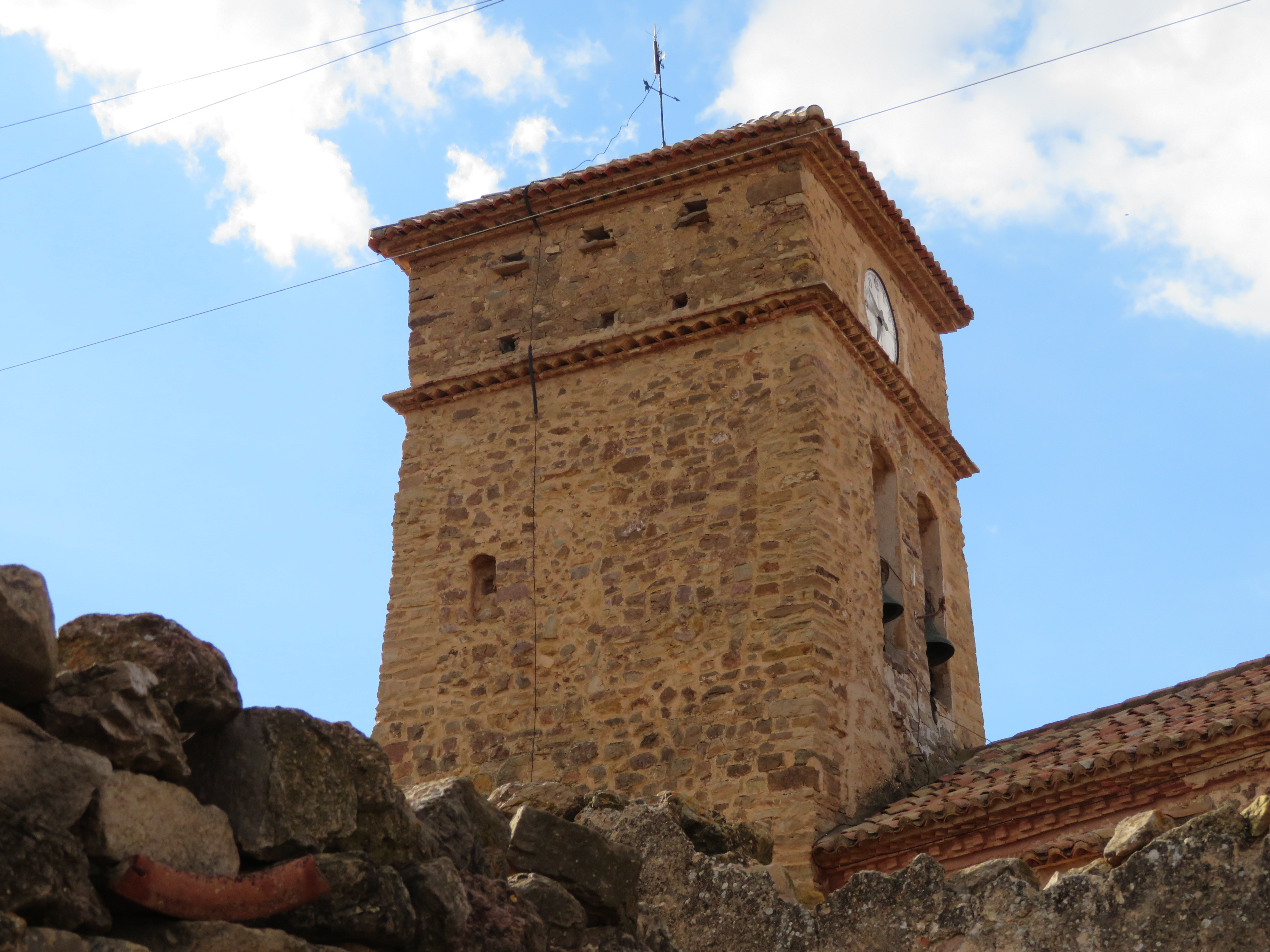
Torre campanario de Singra.

- También se encuentran vestigios de la guerra civil española.

## Fiestas
- San Roque y San Blas, 15 de agosto.

## Véase también

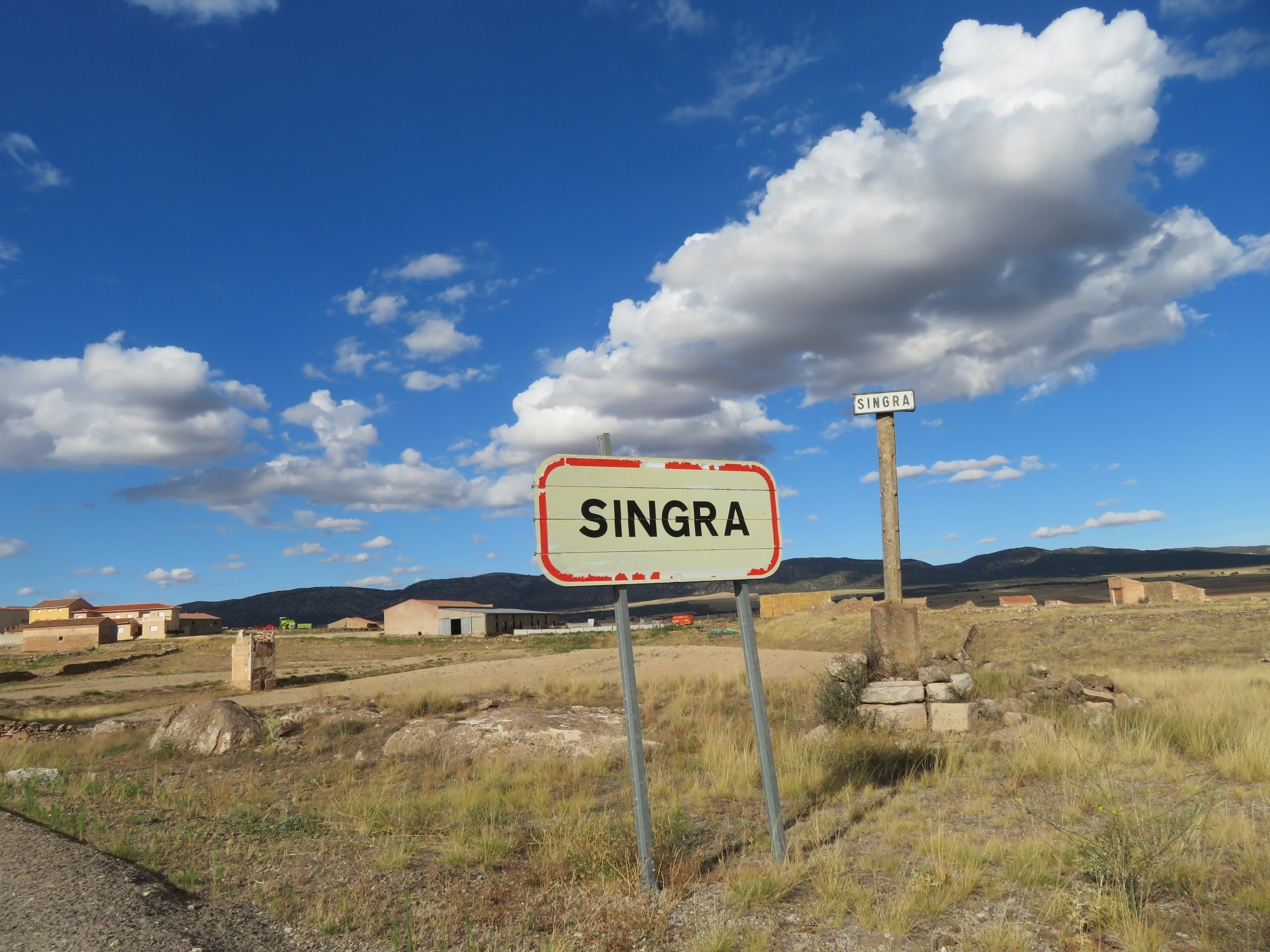
Municipio de Singra